# محمد رشيد
محمد رشيد (بالإنجليزية: Mohammad Rashid)‏ (1 ديسمبر 1983 في سيراليون - ) هو لاعب كرة قدم سيراليوني في مركز الدفاع. لعب مع Moss FK ‏.

## وصلات خارجية
- محمد رشيد على موقع أرشيف الشارخ.
- محمد رشيد على موقع Soccerway.com (الإنجليزية)